# Mavis Bank
Mavis Bank är en ort i Jamaica.   Den ligger i parishen Parish of Saint Andrew, i den östra delen av landet, 14 km öster om huvudstaden Kingston. Mavis Bank ligger 933 meter över havet och antalet invånare är 1 821. Den ligger på ön Jamaica.
Terrängen runt Mavis Bank är kuperad åt sydväst, men åt nordost är den bergig. Runt Mavis Bank är det tätbefolkat, med 636 invånare per kvadratkilometer. Närmaste större samhälle är Kingston, 14,0 km väster om Mavis Bank. I omgivningarna runt Mavis Bank växer i huvudsak städsegrön lövskog.